# 喬尼·坎貝爾
乔尼·坎贝尔（英語：Jonny Campbell）是一位英国导演。

## 部分作品

### 电影
- 《解剖外星人（英语：Alien Autopsy (film)）》（2006年）

### 电视
- 《Phoenix Nights（英语：Phoenix Nights）》6集（2001年）
- 《軍情五處》2集（2004年）
- 《灰飛煙滅》（2008年）
- 《神秘博士》（單集：威尼斯的吸血鬼、文森特与博士，2010年）
- 《Eric and Ernie（英语：Eric and Ernie）》（2011年）——電視電影
- 《復生》（2013年）
- 《臨時空缺（英语：The Casual Vacancy (miniseries)）》（2015年）
- 《西部世界》（2016年）